# Ortstafelstreit

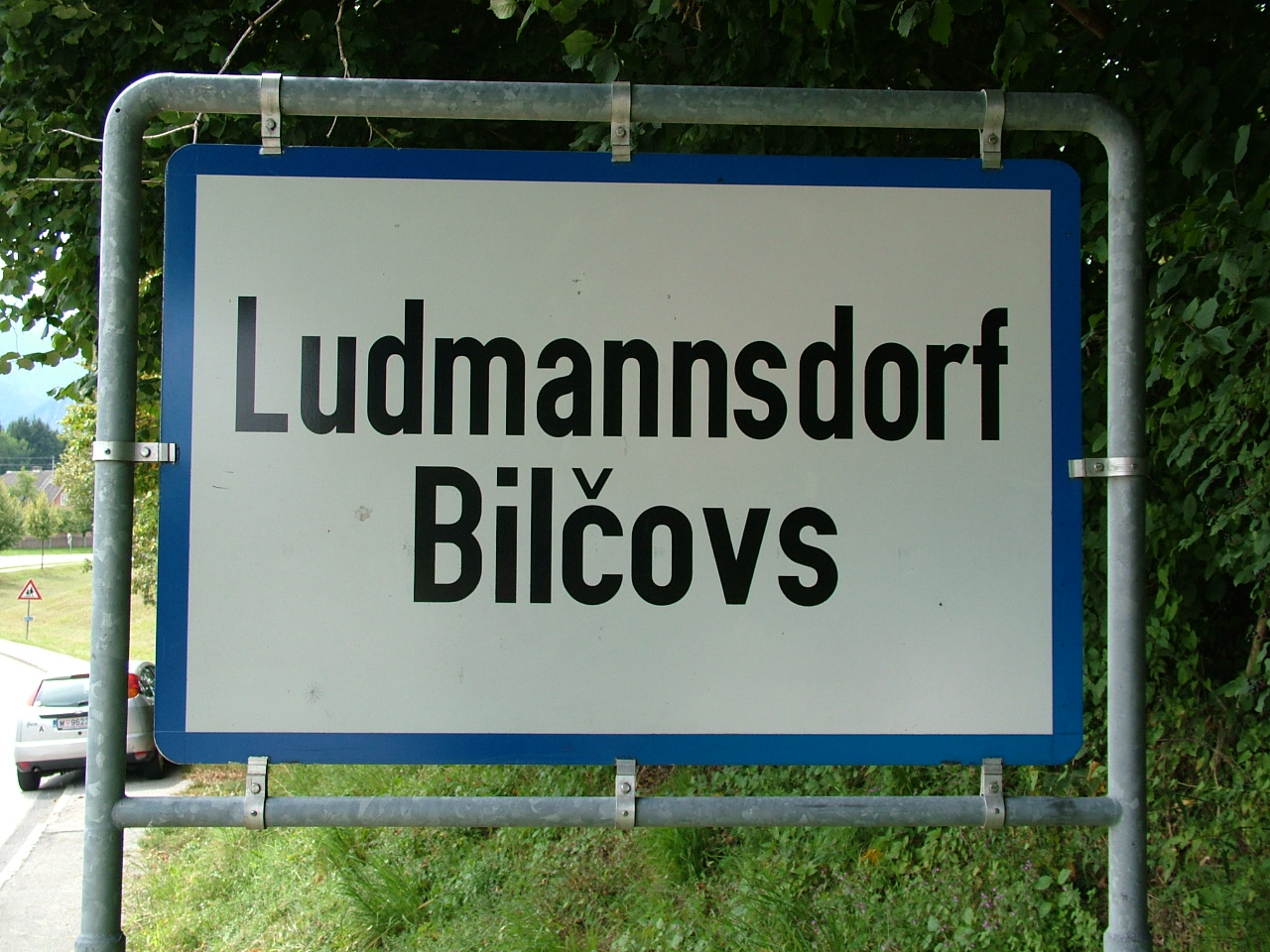
Zweisprachiger Ortsname auf einer Ortstafel in Kärnten

Als Ortstafelstreit wird eine jahrzehntelange Kontroverse in einem Gebiet des österreichischen Bundeslandes Kärnten um die Anzahl von Verkehrsschildern mit zweisprachigen topographischen Aufschriften in deutsch und slowenisch bezeichnet. Sie spitzte sich nach einer ebenfalls langjährigen Vorgeschichte im Jahr 1972 zu und wurde politisch erst im Jahr 2011 gelöst.
Die betreffenden Ortstafeln und Wegweiser befinden sich in einer Region mit einer altansässigen slowenischen Minderheit. Die österreichische Bundesverfassung garantiert dieser Bevölkerungsgruppe eine ortsnamenbezogene Beschilderung in ihrer Muttersprache. Bisher wurden daher in 80 Ortschaften sogenannte zweisprachige Ortstafeln aufgestellt, wie sie auch in Südtirol (italienische Minderheit) oder den dänischen, friesischen, niederdeutschen und sorbischen Siedlungsgebieten in der Bundesrepublik Deutschland üblich sind. Die Aufstellung weiterer Ortstafeln mit zweisprachigen Aufschriften wird zwar von der slowenischen Volksgruppe gefordert, wurde aber bisher unter Berufung auf den angeblichen Mehrheitswillen der Bevölkerung und wegen angeblich fehlender gesetzlicher Grundlage abgelehnt. Die Ablehnungsfront wird insbesondere vom Kärntner Heimatdienst und von Regionalpolitikern unterstützt. Vor allem Jörg Haider (1950–2008; FPÖ/BZÖ) war medienwirksam gegen zweisprachige Ortstafeln aufgetreten. Im Burgenland, wo der kroatischsprachigen Minderheit ebenfalls zweisprachige Tafeln zustehen, gab es zwar auch Probleme, jedoch keine vergleichbare Kontroverse wie in Kärnten.

## Historische Entwicklung
Die Wurzel des Ortstafelstreits liegt im Nationalismus der Völker Österreich-Ungarns und ihrem Drang nach nationaler Selbstbestimmung. Nach dem Zusammenbruch der Habsburgermonarchie im Ersten Weltkrieg schlossen sich die Südslawen zum Staat der Slowenen, Kroaten und Serben (ab 1. Dezember 1918 Königreich der Serben, Kroaten und Slowenen) zusammen, während Kärnten ein Bundesland der neuen Republik Deutschösterreich/Österreich wurde. Mit dem Verweis auf die slowenischsprachige Bevölkerungsmehrheit im Süden Kärntens besetzten SHS-Truppen diese Landesteile mit dem Ziel, sie dem SHS-Staat anzugliedern. Bei den folgenden Grenzkämpfen („Kärntner Abwehrkampf“ aus deutsch-österreichischer, „Kampf um die Nordgrenze“ aus slowenisch-jugoslawischer Sicht) lieferten sich bewaffnete Freiwillige unter der Führung des späteren Leiters des Volksbundes für das Deutschtum im Ausland (VDA), Hans Steinacher („Sieg in deutscher Nacht“) blutige Kämpfe mit slowenischen Freiwilligenverbänden und SHS-Truppen. Diese Kämpfe zogen schließlich die Aufmerksamkeit der Hauptsiegermächte auf sich, die zur friedlichen Klärung der Situation eine Volksabstimmung durchführen ließen. Die Volksabstimmung 1920 in Kärnten ergab am 10. Oktober 1920 trotz einer slowenischen Bevölkerungsmehrheit im Abstimmungsgebiet Zone A ein mehrheitliches Votum (ca. 60 Prozent) gegen eine Teilung Kärntens und für den Verbleib bei der Republik Österreich. Zuvor hatte die Kärntner Landesregierung den Kärntner Slowenen zahlreiche Versprechungen gemacht, um sie für eine Abstimmung Pro-Österreich zu animieren.
Das Zusammenleben der beiden Volksgruppen verlief in der Zwischenkriegszeit weitgehend unproblematisch, doch nach dem „Anschluss Österreichs“ an den NS-Staat kam es wieder zu Spannungen. Die Rassengesetze des Unabhängigen Staates Kroatien sahen einen Bevölkerungsaustausch vor, und in Absprache mit Diktator Ante Pavelić war geplant, die Kärntner Slowenen nach Süden abzusiedeln und im Gegenzug Volksdeutsche aus dem Unabhängigen Staat Kroatien, einem faschistischen Marionettenstaat NS-Deutschlands, anzusiedeln. Folglich wurden im April 1942 auf Himmlers Befehl, unter der Leitung von Alois Maier-Kaibitsch 1097 Kärntner Slowenen (221 Familien) aus dem Deutschen Reich deportiert. Gegen Ende des Zweiten Weltkrieges führten die in Kärnten besonders aktiven slowenischen Partisanen Vergeltungsaktionen durch. Im Massaker von Bleiburg wurden ab Mitte Mai 1945 vor allem Militärangehörige und Funktionäre des Unabhängigen Staates Kroatien, aber auch zahlreiche deutschsprachige Kärntner von Partisanen verschleppt und ermordet. Weiters versuchten jugoslawische Truppen erneut, die slowenischsprachigen Teile Kärntens für Jugoslawien zu beanspruchen, und besetzten unter anderem kurzzeitig auch wieder die Landeshauptstadt Klagenfurt. Sie mussten dann aber vor allem unter Druck der Briten, die Kärnten als Besatzungsmacht verwalteten, abziehen.
Doch auch trotz dieser problematischen Zäsur waren die folgenden 1950er und 1960er Jahre weitgehend konfliktfrei. Einerseits konzentrierten sich beide Volksgruppen auf den Wiederaufbau, andererseits wurden aber auch viele für die slowenische Minderheit wichtige Vorhaben umgesetzt (zahlreiche zweisprachige Kindergärten und Volksschulen, zweisprachiges Gymnasium, slowenischsprachige Radio- und Fernsehsendungen usw.). Nur das Ortstafelthema blieb weitgehend ausgespart.
Das Klima verschärfte sich erst in den 1970er Jahren; vor allem vor den 50-Jahr-Feiern zur Kärntner Volksabstimmung fanden wiederholt Aktionen gegen einseitig deutsch beschriftete Ortstafeln statt. Teilweise wurden die deutschen Ortsnamen überschmiert oder durch die slowenische Ortsbezeichnung ergänzt (so zum Beispiel in Klagenfurt und Hermagor). Am 6. Juli 1972 beschloss der Nationalrat gegen die Stimmen von ÖVP und FPÖ das „Bundesgesetz, mit dem Bestimmungen über die Anbringung von zweisprachigen topographischen Bezeichnungen und Aufschriften in den Gebieten Kärntens mit slowenischer oder gemischter Bevölkerung getroffen werden.“ Am 20. September 1972 ließ Bundeskanzler Bruno Kreisky die ersten zweisprachig beschrifteten Ortstafeln aufstellen. Insgesamt sollten die Ortstafeln von 205 Ortschaften zweisprachig beschildert werden. Im Laufe des so genannten Ortstafelsturms wurden dann teilweise vor laufender Kamera und in einigen Fällen auch in Anwesenheit der Gendarmerie (Bundespolizei) über ganz Südkärnten zweisprachige Aufschriften abmontiert oder zerstört. Die heftige Reaktion von Teilen der Bevölkerung führte zum Rücktritt des damaligen Landeshauptmannes Hans Sima und zur Gründung der so genannten Ortstafelkommission.
Im Juli 1976 verabschiedete der Nationalrat das Volksgruppengesetz und die Novelle zum Volkszählungsgesetz, wodurch die Voraussetzungen für die geheime Erhebung der deutschen Muttersprache geschaffen wurden. Diese (teilweise umstrittene) Volkszählung, die von vielen Kärntner Slowenen boykottiert wurde, fand am 14. November 1976 statt. In verschiedenen Gemeinden wurde die Durchführung erheblich behindert. Dazu gehörten Besetzung von Wahlzellen, Raub und Verbrennung der Wahlurne in der Gemeinde Zell. Trotzdem lag die Beteiligung bei ca. 87 Prozent. Um den teilweisen Boykott der Erhebung auszugleichen, wurden „Ungültige“, „Andere“ und „nicht abgegebene Stimmen“ auf Basis der durchschnittlichen Beteiligung zum Teil der slowenischen Volksgruppe zugerechnet.
In der Folge schlugen die Kärntner Parteien vor, in zehn Gemeinden (inklusive der Gemeinde Zell (ohne Ergebnis)) zweisprachige Ortstafeln anzubringen, was in der Topographieverordnung für Kärnten (1977) so vorgesehen wurde. Von den sich daraus ergebenden 91 Ortschaften sind in bisher 77 die zweisprachigen Tafeln errichtet.
Auch die Definition des windischen Dialekts (bei der Volkszählung 2001 567 Sprecher laut der erst 1939 eingeführten Kategorie „Windisch“) sorgt immer wieder für Konflikte. So sehen im Einklang mit der Sprachwissenschaft die Kärntner „Nationalslowenen“ das Windische lediglich als slowenischen Dialekt und zählen die „Windischsprachigen“ zu ihrer Sprachgruppe hinzu, während jene bei den Volkszählungen bewusst „Windisch“ und nicht „Slowenisch“ als Umgangssprache angeben, um nicht zu den Kärntner Slowenen gezählt zu werden.

## 21. Jahrhundert
Schon 2001 hatte der Verfassungsgerichtshof (VfGH) zum Kärntner Ortstafelstreit ein Grundsatzerkenntnis (Aufstellung in den Gemeinden mit 10-Prozent-Anteil binnen Jahresfrist) gefällt. 2004 rief der Rechtsanwalt Rudolf Vouk in der Frage der nicht erfolgten Umsetzung erneut den VfGH an.
Am 29. April 2005 verkündete der damalige Bundeskanzler Wolfgang Schüssel ein Zwischenergebnis der fünften Konsenskonferenz zur Beilegung des Streites: Die 20 seit 1977 ausständigen Ortschaften sollten bis zum 26. Oktober 2005 (Nationalfeiertag) zweisprachig beschildert werden. Landeshauptmann Jörg Haider wies den Wunsch nach zweisprachigen Ortstafeln in den etwa 150 weiteren Orten mit über 10 Prozent Slowenenanteil mit Hinweis auf die „Interessen der Mehrheit“ zurück. Die Kärntner FPÖ bezeichnet bereits Haiders Zustimmung in der Konsenskonferenz als „Verrat an der Kärntner Bevölkerung“. Während Bundespräsident Heinz Fischer die zweisprachigen Ortstafeln als Zeichen sieht, dass hier eine respektierte Minderheit lebt, wollte Jörg Haider diese Ortstafeln nur nach einer geheimen Volkszählung mit Erhebung der Muttersprache aufstellen.
Am 12. Mai 2005 wurden, rechtzeitig vor dem 50. Jubiläum des Staatsvertrages am 15. Mai 2005 und teilweise unter Anwesenheit ranghoher Politiker (Bundeskanzler Schüssel, Landeshauptmann Haider u. a.), seit langer Zeit erstmals wieder zweisprachige Ortstafeln in Kärnten aufgestellt. In einer der fünf betroffenen Ortschaften waren Proteste angekündigt worden, so dass man auf Feierlichkeiten verzichtete. In der darauffolgenden Nacht wurden zwei der neu installierten Ortstafeln beschädigt.
Folgende Orte erhielten zweisprachig beschriftete Ortstafeln:
- Schwabegg (Žvabek) in der Gemeinde Neuhaus (Suha) – nach Protesten fand hier keine Feier statt. Diese zweisprachige Tafel wurde im November 2006 wieder abmontiert, im Juli 2010 jedoch wieder korrekt aufgestellt.
- Windisch Bleiberg (Slovenji Plajberk) in der Gemeinde Ferlach (Borovlje)
- Bach (Potok), Edling (Kajzaze) und Niederdörfl (Spodnja Vesca) in der Gemeinde Ludmannsdorf (Bilčovs)

Nachdem Gespräche über weitere Tafeln zwischen den betroffenen Volksgruppen zu keiner Einigung geführt hatten, delegierten der Kärntner Landeshauptmann Jörg Haider und sein Stellvertreter Peter Ambrozy (SPÖ) im Juni 2005 die Entscheidung wieder an die Bundesregierung. Die Bundesregierung hätte eine neue Topographieverordnung nur einstimmig beschließen können; allgemein wurde angenommen, dass die BZÖ-Minister einer Topographieverordnung, in der mehr zweisprachige Ortstafeln als bisher verordnet würden, nicht zustimmen würden.
Im Dezember 2005 entschied der VfGH, dass auf den Ortstafeln von Bleiburg und Bleiburg-Ebersdorf neben der deutschen auch die slowenischen Ortsbezeichnungen ‚Pliberk‘ und ‚Drveša vas‘ angeführt werden müssen. Im Jänner 2006 erklärte Landeshauptmann Haider in einem ORF-Interview, um den Spruch des Verfassungsgerichtshofes nicht umsetzen zu müssen, die betroffenen Ortstafeln um einige Meter versetzen zu wollen und damit den Entscheid unwirksam und obsolet werden zu lassen. Dieses als Ortstafelverrückung bekannt gewordene Vorhaben wurde am 8. Februar 2006 unter großer Medienpräsenz tatsächlich umgesetzt. Haider begründete seine Vorgehensweise damit, dass seiner Auffassung nach der Verfassungsgerichtshof seine Kompetenzen überschritten habe. Außerdem erklärte er den Widerstand gegen zweisprachige Ortstafeln als Reaktion auf den „ständigen Versuch der Slowenen in den letzten Jahrzehnten, sich […] einen Teil Kärntens einzuverleiben.“ Die Republik Slowenien wies den Vorwurf, territoriale Ansprüche auf Unterkärnten geltend zu machen, zurück.
Am 11. Mai 2006 wurde eine Verordnung in Begutachtung geschickt, die am 1. Juli 2006 in Kraft trat und die Aufstellung zusätzlicher zweisprachiger Ortstafeln bis Ende 2009 vorsah. Das Versetzen der Ortstafel wurde mit einem Erkenntnis des VfGH vom 26. Juni 2006 für verfassungswidrig erklärt. Jörg Haider erklärte in einer ersten Reaktion darauf, in diesen Orten überhaupt keine Ortstafeln mehr setzen zu wollen.
Am 29. Juni 2006 gab Landeshauptmann Haider bekannt, dass sich die Regierungsparteien BZÖ und ÖVP in der Ortstafelfrage geeinigt hätten: Bis 2009 sollten zweisprachige Ortstafeln in Ortschaften mit mehr als 10 Prozent slowenischsprachiger Bevölkerung angebracht werden, die in Gemeinden mit mehr als 15 Prozent slowenischsprachiger Bevölkerung liegen. Insgesamt sollte es dann in 141 Kärntner Orten zweisprachige Ortstafeln geben. Um diese Einigung auch verfassungsrechtlich abzusichern, war die Zustimmung der SPÖ notwendig. Die SPÖ hatte ihre Zustimmung von der Zustimmung des Zentralverbandes der Kärntner Slowenen abhängig gemacht. Dieser hatte der ursprünglichen Fassung des Ortstafelkompromisses (im Gegensatz zum Zentralrat der Kärntner Slowenen) auch zugestimmt. Diese Initiative scheiterte schließlich an der „Öffnungsklausel“, die regelte, wie andere als die im Kompromiss genannten Orte künftig beschildert werden könnten. Landeshauptmann Haider hatte diese Öffnungsklausel umändern lassen, die SPÖ sowie der Zentralrat der Kärntner Slowenen wollten jedoch lediglich der ursprünglichen Fassung zustimmen.
Ab dem 25. August 2006 gab es eine neue Entwicklung im Ortstafelstreit. Der Kärntner Landeshauptmann Jörg Haider begann unter großem Medieninteresse alle zweisprachigen Ortstafeln in Kärnten wieder in einsprachige zu verwandeln. Das Volksgruppengesetz sollte durch slowenischsprachige Zusatztafeln wesentlich kleineren Formates, die unter die eigentliche Ortstafel gehängt werden, erfüllt werden. Allerdings ist die Schrift auf diesen Zusatztafeln kleiner als auf den amtlichen Ortstafeln nach Straßenverkehrsordnung (StVO), und sie haben nicht das übliche Layout einer Ortstafel, da ihnen die blaue Umrandung fehlt. Als Grund für diese „Kompromisslösung“ führte Haider an, dass die StVO keine „verwirrenden oder überfüllten Bezeichnungen“ auf den Ortstafeln dulde:

„Ich denke, dass die Mehrheitsbevölkerung gut damit leben kann, ich denke, dass vor allem der Autofahrer damit gut leben kann, dass er auch in Kärnten eine einheitliche Beschilderung vorfindet. Ich denke, dass die Volksgruppe damit leben kann, dass sie ein Extraschildchen bekommt, das sozusagen auch ihre Bedeutung unterstreicht.“

Das Bundeskanzleramt schätzte hingegen nach einer ersten Prüfung ein, dass die neue Form der Ortstafeln nicht korrekt sei, da das Volksgruppengesetz zur Aufstellung zweisprachiger topographischer Bezeichnungen verpflichte, wobei dies in „einer gleichrangigen, nicht-diskriminierenden Form zum Ausdruck gebracht werden muss“. Diese Gleichrangigkeit ergäbe sich auch aus der Topographieverordnung-Kärnten. Auch der Verfassungsgerichtshof äußerte sich kritisch zu Haiders Aktion: „Diese Vorgangsweise spricht für sich selbst und wird daher vom VfGH nicht kommentiert“, ließ VfGH-Sprecher Christian Neuwirth Kritik durchblicken. Die anderen Parteien lehnten den Vorstoß Haiders allgemein ab und nannten ihn „Wahlkampfgag“. Die Reaktionen reichten von „Bocksprünge des Landeshauptmanns“ (SPÖ) und „Fasching im August“ (FPÖ) über „einen neuen Ortstafelsturm“ (ÖVP) bis zu einem „Es reicht einmal, Politiker müssen sich an Gesetze halten“ (Grüne). Auch die Vertreter der slowenischen Minderheit kritisierten das Vorgehen Haiders scharf. Sie sprachen von einem Verstoß gegen die europäischen Minderheitenstandards, der den sozialen Frieden gefährde, und forderten die Staatsanwaltschaft auf, gegen Haider und Dörfler wegen des Verdachtes des Amtsmissbrauchs zu ermitteln.
Verfassungsrechtler bezeichneten die Begründung Haiders, dass zweisprachige Ortstafeln laut Straßenverkehrsordnung (StVO) „verwirrend“ oder „überfüllt“ seien, als „Unsinn“. Außerdem sei der Staatsvertrag, also die Bundesregierung, maßgeblich für die Ausgestaltung der Ortsschilder, wenn diese Minderheitenrechte betreffe, da die StVO nur die Frage regle, wo die Ortstafeln aufzustellen seien, sich jedoch nicht ausdrücklich zu sprachlichen Regelungen äußere. Deswegen hätte die Bundesregierung in diesem Fall die Kompetenz, über die Gestaltung der Ortstafeln zu entscheiden, und entsprechend müsse sich das Land Kärnten danach richten. Noch im Dezember, am 28. d. J., erklärte der VfGH auch die Maßnahme der Zusatztafeln für verfassungswidrig, es würde sich immer noch um einsprachige Tafeln handeln, da die Zusatzbetafelung nicht Bestandteil der Ortstafel sei.
Später kündigte Haider an, in diesen Ortschaften die Ortstafeln komplett abmontieren und durch 50-km/h-Geschwindigkeitsbeschränkungsschilder ersetzen zu wollen. Verschiedene Verfassungsrechtler erklärten eine solche Vorgehensweise für ungesetzlich, da durch Ortstafeln nicht nur Geschwindigkeitsbegrenzungen geregelt sind.
Anfang Februar 2007 leitete die Staatsanwaltschaft Klagenfurt Vorermittlungen gegen den Kärntner Landeshauptmann Jörg Haider und den Straßenbaureferenten Gerhard Dörfler wegen des Verdachts des Amtsmissbrauchs ein. Das Verfahren gegen Dörfler wurde im Juli 2009 mit rechtsstaatlich fragwürdiger Begründung eingestellt, gegen Haider wurde es durch sein Ableben hinfällig.
Am 22. Februar 2007 wurden die Ortstafeln in Bleiburg und Ebersdorf wieder umgestaltet. Die kleinen Zusatzschilder mit der slowenischen Bezeichnung der Orte wurden auf der Ortstafel selbst, in deren unteren Hälfte innerhalb der blauen Umrandung, aufmontiert.
Bundeskanzler Gusenbauer ließ Mitte 2007 mit seiner Aussage „… entweder gibt es bis 28. Juni 2007 eine Lösung … sonst nimmt der Rechtsstaat seinen Lauf …“ aufhorchen. Er verkündete, dass er zwar einen breiten Konsens anstrebe, eine Zustimmung des Kärntner Landeshauptmannes sei aber nicht notwendig. Eine Lösung dieses Konflikts war allerdings auch zu genanntem Termin nicht greifbar. Vielmehr soll im Herbst 2007 dieses Thema neu aufgewärmt werden. Gäbe es dann auch keinen Konsens, dann würde der unrechtmäßige Zustand, zumindest bis Neuwahlen auf Landes- bzw. Bundesebene andere politische Konstellationen ermöglichen, beibehalten werden.
Am 9. Juli 2010 erklärte der Verfassungsgerichtshof in einem neuerlichen Befund auch die in Bleiburg/Pliberk einmontierten Täfelchen für verfassungswidrig. Vom neuen Landeshauptmann Dörfler wurde das Urteil „überraschend“ schnell umgesetzt; schon am 13. Juli waren Tafeln in gleich großer Schrift, deutsch oben und slowenisch unterhalb, aufgestellt.

### Karner-Papier
Als Karner-Papier wird seit 2005 ein Kompromiss-Vorschlag von Stefan Karner bezeichnet, der im Ortstafelstreit eine breite Unterstützung in der Kärntner Bevölkerung und den politischen Entscheidungsträgern fand. Das Karner-Papier sah 50 Jahre nach dem Österreichischen Staatsvertrag die etappenweise Anbringung von zweisprachigen Aufschriften in insgesamt 158 Orten Kärntens bis 2010 vor sowie eine „Öffnungsklausel“, die nach 2010 unter bestimmten Bedingungen auf basisdemokratischem Weg die Einbeziehung zusätzlicher Orte ermöglichen sollte. Dem Moratorium sollte eine breite Informationskampagne in Kärnten zugrunde gelegt werden. Das Karner-Papier war die Grundlage der von Bundeskanzler Wolfgang Schüssel 2005 und 2006 durchgeführten Konsenskonferenzen sowie der parlamentarischen Gesetzesvorlagen und Regierungsverordnungen 2005 und 2006.

### Memorandum und verfassungsrechtliche Regelung (2011)
Anfang 2011 wurde eine Einigung erzielt, der sowohl die Bundesregierung wie auch die Kärntner Landesregierung zustimmten. Am 1. April gaben Staatssekretär Josef Ostermayer und Landeshauptmann Dörfler bekannt, dass man sich auf die Aufstellung zweisprachiger Ortstafeln in allen Orten mit mindestens 17,5 Prozent slowenischsprachiger Bevölkerung geeinigt habe. Als Basis wird dazu die Volkszählung des Jahres 2001 herangezogen. Das Bundesgesetz zur neuen Ortstafelverordnung soll noch vor dem Sommer 2011 beschlossen werden. Valentin Inzko als Verhandler der Slowenenverbände stimmte der Vereinbarung in Teilen und unter dem Vorbehalt zu, das Ergebnis erst den Gremien der Slowenenverbände zu Beschlussfassung vorzulegen.
Sollte die Einigung in dieser Form ein Bundesverfassungsgesetz werden, so könnte dies auch Auswirkungen auf das Bundesland Burgenland haben, wo derzeit 51 zweisprachige Tafeln auf einen Minderheitenanteil von über zehn Prozent hinweisen.
Durch die teilweise Ablehnung der letzten Verhandlungsergebnisse durch einen der Slowenenverbände musste neu verhandelt werden. In der Zwischenzeit trafen auch Bundespräsident Fischer und der slowenische Präsident Danilo Türk zusammen, die beide die Meinung vertraten, dass nicht Prozentsätze der Bevölkerungsgruppen die Basis für die Ortstafelfrage darstellen sollen, sondern dass die Orte namentlich im Gesetz verankert werden sollen. Außerdem müsste die Ortstafelfrage ein Teil eines größeren Paketes sein.
Am 26. April 2011 stimmten alle Beteiligten bei einer neuerlichen Verhandlungsrunde in einem Memorandum zu, in dem 164 Orte in 24 Gemeinden festgeschrieben sind. Ein weiterer Punkt des Memorandums betrifft einen Verzicht auf eine Minderheitenfeststellung. In jenen Orten, in denen zweisprachige Ortstafeln aufgestellt werden sollen, soll auch Slowenisch als zweite Amtssprache anerkannt werden.
Zwischen 6. und 17. Juni wurde über die Verhandlungslösung eine kärntenweite Volksbefragung durchgeführt. Bei einer Beteiligung von 33 Prozent stimmten 68 Prozent der teilnehmenden Wahlberechtigten für die Lösung, 32 Prozent lehnten sie ab. Daran, dass eine solche regionale Volksbefragung über ein Verfassungsgesetz, die laut Dörfler brieflich erfolgen soll, überhaupt rechtlich möglich ist, meldet unter anderem der frühere Präsident des Verfassungsgerichtshofes Karl Korinek erhebliche Bedenken an.
Im Juli 2011 wurde im National- und Bundesrat das zur Implementierung des Memorandums verfasste Volksgruppengesetz in Verfassungsrang beschlossen und vom Bundespräsidenten Heinz Fischer unterzeichnet.

## Rechtliche Aspekte
Der Anspruch der slowenischen und burgenlandkroatischen Minderheit auf zweisprachige Ortstafeln sowie Schulunterricht in der Muttersprache ergibt sich völkerrechtlich verbindlich aus Artikel 7 Ziffer 2 und 3 des Österreichischen Staatsvertrages. Die genannten Ziffern 2 und 3 sind neben der Ziffer 4 Bestandteil österreichischen Verfassungsrechts und damit für die innerstaatliche Ausgestaltung des rechtlichen Rahmens der Minderheitenpolitik verbindlich.
Die für die Aufstellung von zweisprachigen Ortstafeln relevante Ziffer 3 des Artikel 7 Rechte der slowenischen und kroatischen Minderheiten lautet wie folgt:

„Art. 7 3. In den Verwaltungs- und Gerichtsbezirken Kärntens, des Burgenlandes und der Steiermark mit slowenischer, kroatischer oder gemischter Bevölkerung wird die slowenische oder kroatische Sprache zusätzlich zum Deutschen als Amtssprache zugelassen. In solchen Bezirken werden die Bezeichnungen und Aufschriften topographischer Natur sowohl in slowenischer oder kroatischer Sprache wie in Deutsch verfaßt.“

Im Jahr 1976 wurde vom österreichischen Nationalrat das Volksgruppengesetz verabschiedet. Der relevante Paragraph 2, Absatz 1, Ziffer 2 lautete folgendermaßen:

„§ 2. (1) Durch Verordnungen der Bundesregierung im Einvernehmen mit dem Hauptausschuß des Nationalrates sind nach Anhörung der in Betracht kommenden Landesregierung festzulegen:
1. Die Gebietsteile, in denen wegen der verhältnismäßig beträchtlichen Zahl (ein Viertel) der dort wohnhaften Volksgruppenangehörigen topographische Bezeichnungen zweisprachig anzubringen sind.

Dieses Gesetz sah also die Aufstellung von zweisprachigen topographischen Aufschriften für jene Gemeinden bzw. Ortsteile vor, in denen sich zumindest 25 Prozent der Bevölkerung zur slowenischsprachigen Volksgruppe bekennen. In einer 1977 erlassenen Verordnung, der Topographieverordnung für Kärnten, wurde das Volksgruppengesetz näher ausgeführt und die Gemeinden bzw. Gemeindeteile näher bestimmt, in denen zweisprachige topographische Aufschriften angebracht werden müssen. In einer weiteren Verordnung (Verordnung über slowenische Ortsbezeichnungen) wurden die slowenischen Bezeichnungen der Ortschaften offiziell festgelegt.
Kärntner Slowenenorganisationen beanstandeten 2023 in einer Petition an das EU-Parlament, dass inländische Volksgruppenangehörige unter anderem nicht die Möglichkeit hätten, beim Landesgericht Klagenfurt die slowenische Sprache als Gerichtssprache einzufordern. Die Beschwerde wurde zur Beantwortung durch die Kommission angenommen.

### Erkenntnis des Verfassungsgerichtshofs
Der Verfassungsgerichtshof sah in seinen 2001 und Ende 2005 ergangenen Erkenntnissen den im Volksgruppengesetz festgelegten Anteil von 25 Prozent als zu hoch und damit als verfassungswidrig an, da er Art 7 Abs. 3 des Staatsvertrages nicht entspreche. In der Begründung der Erkenntnisse beriefen sich die Verfassungsrichter mittels historischer Gesetzesinterpretation auf die Entstehungsgeschichte des Staatsvertrags und auf die „gängige österreichische Justizpraxis“, der zufolge eine gemischte Bevölkerung einem „nicht ganz unbedeutenden (Minderheiten)-Prozentsatz“ entspreche und legten einen Anteil von ungefähr 10 Prozent Slowenisch sprechender Einwohner einer Gemeinde als hinreichendes Kriterium für die Aufstellung zweisprachiger topographischer Aufschriften fest. Ende 2005 waren in dieser Frage noch weitere zwanzig Verfahren beim Verfassungsgerichtshof anhängig.
Der Auslöser der Behandlung der Rechtsfrage durch den Verfassungsgerichtshof war eine (absichtlich herbeigeführte) Geschwindigkeitsübertretung (65 km/h anstatt der erlaubten 50 km/h) des Volksgruppenangehörigen und in der Volksgruppenpolitik aktiven Rechtsanwalts Rudolf Vouk in Sankt Kanzian am Klopeiner See. Um eine diesbezügliche juristische Auseinandersetzung zu erreichen und damit die Anrufung des Verfassungsgerichtshofs zu ermöglichen, erstattete er eine Selbstanzeige, woraufhin das Verwaltungsstrafverfahren eingeleitet wurde. Gegen den Strafbescheid berief Rudolf Vouk und erhob in letzter Konsequenz Beschwerde beim Verfassungsgerichtshof, da der Beginn des Ortsgebiets durch die einsprachige Ortstafel von Sankt Kanzian, auf der die slowenische Ortsbezeichnung fehlte, seiner Ansicht nach nicht ordnungsgemäß kundgemacht war. Aus diesem Grund gelte auch nicht eine Geschwindigkeitsbeschränkung von 50 km/h. Entgegen einer weitverbreiteten Meinung behauptete der Beschwerdeführer Rudolf Vouk nicht, dass er die rein deutschsprachige Aufschrift der Ortstafel nicht hätte lesen können. Dies wäre für die Geltung der Geschwindigkeitsbegrenzung auch irrelevant gewesen. Auch wurde die Beschwerde selbst vom Verfassungsgerichtshof abgewiesen, da es laut dem VfGH kein subjektives Recht der Volksgruppenangehörigen auf zweisprachige Ortstafeln gibt. Neben den Regelungen der Straßenverkehrsordnung, die mit dem Begriff des Ortsgebiets verbunden sind, werden auch andere Regelungen, etwa Lärmschutzmaßnahmen, durch verfassungswidrige Ortbetafelung hinfällig.
Die vom Verfassungsgerichtshof als gesetzeswidrig aufgehobene einsprachige Ortstafel von Sankt Kanzian am Klopeiner See wurde von der Bezirkshauptmannschaft Völkermarkt per Bescheid – wiederum einsprachig, jedoch um einige Meter versetzt – wieder aufgestellt. Auch andere Lösungen wie Zusatztafeln und die aufmontieren kleinen Täfelchen in Bleiburg wurden verworfen.
Der Verfassungsgerichtshof hob auch Teile des Volksgruppengesetzes 1976 und der Topographieverordnung 1977 auf und nannte einen mindestens etwa zehnprozentigen Anteil slowenischsprachiger Bevölkerung als Voraussetzung für die Aufstellung zweisprachiger Ortstafeln nach den Bestimmungen des Österreichischen Staatsvertrages. Als weiterer Streitpunkt erwies sich die Formulierung des VfGH, dass die geforderten zehn Prozent Slowenischsprachiger über einen „längeren Zeitraum“ existieren müssten. Da der Anteil der slowenischsprachigen Kärntner aufgrund der anhaltenden Assimilierung im letzten Jahrhundert ständig gesunken ist (1971: 20.972; 2001: 14.010), versuchen hier beide Seiten, diese Forderung möglichst zu ihren Gunsten auszulegen.

## Medien
- Thomas Korschil und Eva Simmler: Artikel 7 Unser Recht! – Pravica Naša! člen 7. 2005 (Website des Films)